# Альбан Берг
А́льбан Берґ (повне ім'я — Альбан-Марія-Йоганнес Берґ, Alban Maria Johannes Berg; 9 лютого 1885, Відень — 24 грудня 1935, Відень) — австрійський композитор, один з представників нової віденської школи.

## Біографія
Народився у міщанській сім'ї середнього достатку. Отримав типову для тієї епохи домашню музичну освіту. У 1904 році після закінчення (не без труднощів) середньої школи був прийнятий до Віденської консерваторії у клас композитора Арнольда Шенберґа, який у той час розпочав експериментувати в атональній музиці. Іншим відомим учнем Шенберґа, що навчався у той же період, був Антон Веберн. Творчості Берґа притаманне використання атональності й додекафонії, однак зустрічається й тональна або частково тональна музика, що має риси естетики пізнього романтизму.
Після закінчення навчання Берґ почав композиторську роботу, одночасно працюючи бухгалтером. У 1911 році одружився зі співачкою Геленою Наговскі. У 1915 році був призваний до військової служби, звідки був через рік звільнений через слабке здоров'я (хворів на астму). Служба в армії схилила його до написання опери «Воццек», за однойменною драмою Бюхнера. Успішна прем'єра опери відбулася у 1925 році. В 1919 році разом з Шенберґом заснував Музичне Товариство, метою якого було виконання творів сучасних композиторів-новаторів.

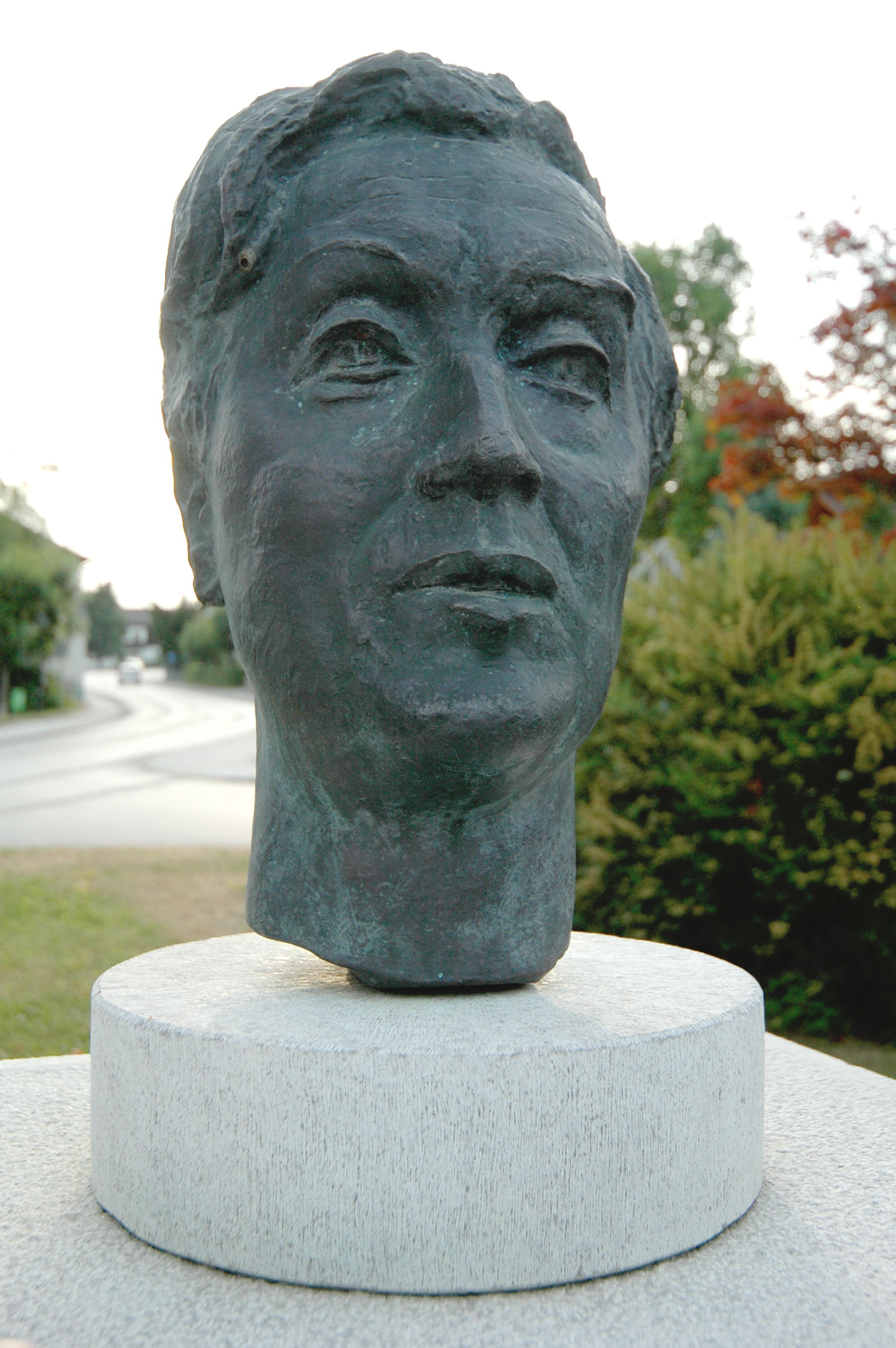
Бюст Альбана Берґа у Шефлінгу (Австрія)

Серед найвідоміших композицій Альбана Берґа, поряд з операми Воццек і Лулу, — камерний концерт для фортепіано, скрипки i 13 духових інструментів (1925) та Лірична сюїта для струнного квартету (1926). У обох Берґ поєднав додекафонію і тональності.
Останнім твором Берґа став Скрипковий концерт «пам'яті Ангела», присвячений трагічно загиблій у 19-річному віці Манон Гропіус, доньці Альми Малер (вдови Ґустава Малера) i архітектора Вальтера Ґропіуса. Композитор встиг завершити у партитурі лише дві дії опери Лулу, останню третю дію реконструював за авторськими ескізами й завершив Фрідріх Церга.

## Творчість
Альбан Берг, хоча й успадкував атональні та додекафонічні методи свого вчителя Арнольда Шенберга, залишався більш доступним для слухачів. Він досяг значно більшого визнання серед публіки, особливо завдяки своїй опері Воццек, прем'єра якої відбулася у 1925 році.  
Його унікальний стиль полягав у поєднанні посттональної мови не лише з формами та принципами тональної музики (як це робив Шенберг), а й з її виразними жестами, характерними стилями та іншими елементами, що полегшували сприйняття музики. У цьому сенсі Берг був прямим спадкоємцем Густава Малера та Ріхарда Штрауса.  
Воццек є визначним зразком експресіоністської опери. Лібрето, створене Бергом на основі фрагментарної п'єси Георга Бюхнера (1813–1837), зображує історію солдата Воццека, який стає жертвою жорстокого суспільства. Його зневажають товариші, він змушений через бідність брати участь у медичних експериментах, переживає зраду коханої та зрештою вдається до вбивства і божевілля.  
Музика опери є атональною, проте не базується на додекафонії. У деяких сценах композитор використовує шпрехштиме, що додає вокальним партіям особливого драматизму.

## Список творів
- Сім ранніх пісень для голосу з оркестром (1905—1908; відредагував і оркестрував автор 1928 р.)
- Соната для фортепіано, тв. 1 (1907—1908)
- Чотири пісні (нім. Vier Lieder) для голосу і фортепіано, тв. 2 (1909—1910)
  - Schlafen, schlafen (вірші Фрідріха Геббеля)
  - Schlaffend trägt man mich (вірші Альфреда Момберта)
  - Nun ich der Riesen Stärksten (вірші А. Момберта)
  - Warm die Lüfte (вірші А. Момберта)
- Струнний квартет, тв. 3 (1910)
- П'ять пісень для сопрано та оркестру на тексти Петера Альтенберга, тв. 4 (1912)
  - Seele, wie bist du schöner
  - Sahst du nach dem Gewitterregen
  - Über die Grenzen des All
  - Nichts ist gekommen, Hier ist Friede
- Чотири п'єси (нім. Vier Stücke) для кларнета і фортепіано, тв. 5 (1913)
- Три п'єси (нім. Drei Stücke) для оркестру, тв. 6 (1914—1915)
  - Präludium
  - Reigen
  - Marsch
- «Воццек» (нім. Wozzeck), тв. 7, опера (1917—1922) за однойменною драмою Г. Бюхнера (лібрето композитора)
  - Три п'єси з опери «Воццек» для сопрано та оркестру (1924)
- Камерний концерт для фортепіано, скрипки та духових (1923—1925)
  - Адажіо для скрипки, кларнета і фортепіано (опубл. в 1956; авторська обробка другої частини камерного концерту)
- Schliesse mir die Augen beide (Theodor Storm) для голосу і фортепіано (1925)
- Лірична сюїта (нім. Lyrische Suite) для струнного квартету (1925—1926)
  - Три п'єси з ліричної сюїти (нім. Drei Sätze aus der lyrischen Suite) для струнного оркестру (1929)
- «Вино» (нім. Der Wein), концертна арія на вірші Шарля Бодлера (1929)
- Чотириголосний канон «Alban Berg an das Frankfurter Opernhaus» (1930)
- «Лулу» (нім. Lulu), опера (1929—1935, третій акт завершив Фрідріх Церга)
  - «Лулу — сюїта» для сопрано та оркестру (1935)
- Концерт для скрипки та оркестру «Пам'яті ангела» (1935)